# صدف (آلبوم کوکتو تویینز)
| بررسی انتقادی               | بررسی انتقادی |
| منبع                        | رتبه‌بندی      |
| --------------------------- | ------------- |
| آل‌میوزیک                    | [ ۱ ]         |
| راهنمای ضبط آلترناتیو اسپین | ۷/۱۰          |

صدف (به گیلی اسکاتلندی: Aikea-Guinea) یک تک‌آهنگ ۷" و ئی‌پی ۱۲" از گروهٔ موسیقی دریم پاپ اسکاتلندی کوکتو تویینز می‌باشد که در مارس سال ۱۹۸۵ از سوی ۴ای‌دی منتشر گردید.